# Kurt Nilsen
Kurt Erik Kleppe Nilsen (29 de setembre de 1978 en Bergen, Noruega) és un cantant noruec de rock i country. Va guanyar la primera temporada de la versió noruega del reality show Pop Idol, que es va emetre en la TV 2 en maig del 2003. Després va guanyar una versió única internacional del Pop Idol, dita World Idol l'1 de gener del 2004, amb els guanyadors dels diferents espectacles nacionals d'Idol.